# Dagmar Burkhart
Dagmar Burkhart (* 14. Februar 1939 in Erding) ist eine deutsche Slawistin, Balkanologin und Kulturanthropologin.

## Biographie
Dagmar Burkhart studierte Slawistik, Amerikanistik, Balkanologie und Europäische Ethnologie (Kulturanthropologie). 1967 promovierte sie an der Universität München mit einer Untersuchung zur Stratigraphie und Chronologie der südslawischen Volksepik (Prädikat: Summa cum laude). 1968 bis 1977 war sie in München als Verlagsredakteurin, Übersetzerin und Dozentin im Erwachsenenbildungsbereich tätig, von 1978 bis 1985 als wissenschaftliche Assistentin und Hochschulassistentin am Osteuropa-Institut der Freien Universität Berlin (Abt. Balkanologie). 1983 und 1985 habilitierte sie sich an der FU Berlin und erhielt die Venia legendi für Balkanologie und Slawistische Literaturwissenschaft. 1985 bis 1995 war sie Professorin für Slawistik in Hamburg (Bereiche: südslawische Literaturen, russische Literatur, polnische Literatur, slawische Volksdichtung), von 1995 bis 2002 hatte sie den Lehrstuhl für Slawistik (Literaturwissenschaft) in Mannheim inne.

## Forschungsschwerpunkte
- Interkulturelle Literaturwissenschaft
- Komparatistik
- Kultursemiotik
- Intertextualität und Intermedialität
- Attitüden und Wertkonzepte
- Kulturelles Gedächtnis

## Publikationen (Auswahl)
- Untersuchungen zur Stratigraphie und Chronologie der südslavischen Volksepik. München 1968.
- Schwarze Kuben – roter Domino. Eine Strukturbeschreibung von Andrej Belyjs Roman Peterburg. Bern/Frankfurt a. M. 1984.
- Kulturraum Balkan. Studien zur Volkskunde und Literatur Südosteuropas. Berlin 1989.
- Diskurs der Schwelle. Aspekte der kroatischen Gegenwartsliteratur. Hrsg. zus. mit Vladimir Biti. Frankfurt a. M. 1996.
- Natura naturata. Gegenständliche Welt und Kultureme in der polnischen Literatur des 19. Jahrhunderts bis zur Gegenwart. Hrsg. zus. mit Waldemar Klemm. Amsterdam, Atlanta 1997.
- Prazdnik. Von Festen und Feiern in den slawischen Literaturen. Hrsg. zus. mit Andreas Leitner. Frankfurt a. M. 1999.
- Poetik der Metadiskursivität. Zum postmodernen Prosa-, Film- und Dramenwerk von Vladimir Sorokin. Hrsg., München 1999.
- Ehre. Das symbolische Kapital. München 2002.
- Eine Geschichte der Ehre. Darmstadt 2006.
- Hautgedächtnis. Hildesheim, Zürich, New York 2011.

## Ehrungen
- 1968 erhielt sie den Preis der Südosteuropa-Gesellschaft München für ihre Dissertation.
- 2004 wurde ihr zum 65. Geburtstag eine Festschrift mit dem Titel Mundus narratus (Hrsg. Renate Hansen-Kokoruš und Angela Richter) überreicht.
- 2016 wurde sie zum Mitglied der Academia Europaea gewählt.